# Tajna Tanovic
Tajna Tanovic (* im 20. Jahrhundert in Sarajevo) ist eine deutsche Schauspielerin und Singer-Songwriterin.

## Leben
Tajna Tanovic kam mit ihren Eltern Senad Tanovic und Kaća Čelan nach Deutschland, wo ihre Mutter auf Schloss Burgau das Theater TAS betrieb. 2003 machte sie Abitur am Wirteltor-Gymnasium in Düren. Sie erhielt Schauspielunterricht in Sarajevo und in New York City.
Tanovic spielte im „Kinderkabarett“ für das Nationale Fernsehen in Sarajevo die Liza Minnelli. Von 1993 bis 2004 war sie als Hauptdarstellerin des Theater TAS in Deutschland tätig und spielte in dessen Projekt 3, mit Gastspielen in Theatern wie den Münchner Kammerspielen, Hamburgs Thalia Theater und Cankarjev Dom in Ljubljana. 1994 wurde sie vom Land Nordrhein-Westfalen für den Förderpreis als beste Nachwuchskünstlerin für ihre Rolle des Mädchens in Projekt 3 nominiert.
Einer der Auftritte mit dem Theater TAS war ihre Performance bei der UNESCO-Benefiz-Gala für Kinder in Not 1993 in Düsseldorf und ein Auftritt im Deutschen Bundestag am Tag der Menschenrechte 1998.
Sie spielte im Jahr 2007 die Hauptrolle im Projekt Canal Street Station von 31 Down Radio Theater New York. Im Jahr 2009 wirkte sie im experimentellen Tanz-Film Waterfront Access? von Floanne Ankah mit und kollaborierte im April des Jahres mit Theater TAS und Kaca Celan, und schuf die Schaufensterperformance und visuelle Kunstinstallation Yard Sale: New Footfalls…, präsentiert von der Kunstorganisation chashama. Tanovic übersetzte das Stück Neue Tritte (New Footfalls) ins Englische. 2010 wurde Yard Sale: New Footfalls… vom DUMBO Arts Festival präsentiert. Im selben Jahr spielte sie die Hauptrolle in der Theater TAS-Produktion The Last Story (Die letzte Geschichte) von Kaca Celan.
Tanovic spielte zwei Konzerte (2001, 2003) zum Sommerfest Heinrich Bölls in dessen Haus in Langenbroich. Sie war Sängerin der Band Love in Shakespeare, welche Shakespeares Sonette vertonte. Sie schrieb die Musik zum Kurzfilm Dolly Belle (2009), sowie die Melodie in der Performance Yard Sale: New Footfalls…
Am 30. September 2011 brachte sie ihre Debüt-EP I Think of You mit fünf Songs heraus. Die Platte wurde im Bunker Studio in Brooklyn aufgenommen, geschrieben und produziert wurde sie von Tajna Tanovic, produziert und gemixt von John Davis, gemastert von Randy Merrill, Produktionsleiter war Jack Sharkey. Mitwirkende Musiker sind neben ihr John Davis, Aaron Nevezie und Dave Burnett. Im September 2012 erschien das Musikvideo zum Titelsong I Think of You. Sie schrieb das Drehbuch und Samuel Nozik führte Regie. Die beiden haben schon am Kurzfilm Dolly Belle zusammengearbeitet. Szenen aus dem Film sind im Musikvideo von Burning House zu sehen.
Zurzeit lebt und arbeitet sie in Los Angeles.